# Alianza Judía Mesiánica de Estados Unidos
La Alianza Judía Mesiánica de Estados Unidos (en inglés: Messianic Jewish Alliance of America) (MJAA), fue fundada en 1915 con el nombre de Alianza Hebrea Cristiana de los Estados Unidos.

## Historia
La Alianza Hebrea Cristiana de América empezó a principios del siglo XIX, como una misión cristiana para los judíos. La organización estaba patrocinada por el reverendo reformista Philip Milledoler, de la Iglesia reformada neerlandesa.
Sus esfuerzos notables llevaron a la formación en diciembre de 1816, de la primera misión cristiana americana para los judíos. La misión religiosa fue incorporada el 14 de abril de 1820, con el nombre de Sociedad Americana para la Mejora de la Condición de los Judíos. Había pocos judíos en los Estados Unidos de América en aquella época, y la organización estaba dirigida por los líderes de diversas denominaciones cristianas. 
La Alianza Hebrea Cristiana de la Gran Bretaña, era una organización fundada por el reverendo protestante Carl Schwartz en 1866. Varios grupos cristianos independientes, se reunieron para formar la Alianza Hebrea Cristiana de los Estados Unidos en 1905. La Alianza Internacional Hebrea, fundada en 1925, fue establecida como el resultado de una iniciativa conjunta de la Alianza Hebrea Cristiana de América, y de la Alianza Hebrea Cristiana de la Gran Bretaña.

## Organización juvenil
La Joven Alianza Judía Mesiánica (en inglés: Young Messianic Jewish Alliance) (YMJA) es una organización
nacional de jóvenes judíos mesiánicos, para jóvenes de entre 13 y 30 años, YMJA es la sección juvenil de la Alianza Judía Mesiánica de América.

## Otras organizaciones
- Ministerio de la Iglesia Entre el Pueblo Judío (en inglés: Christian Ministry Among Jewish People), es una organización de la Iglesia Anglicana, anteriormente su nombre era: Sociedad de los Judíos de Londres, (en inglés: London Jew's Society).
- Movimiento Hebreo Cristiano, es un nombre que sirve para definir a varias organizaciones hebreas cristianas independientes que surgieron durante el siglo XIX.